# Stikkenjukke (Saxån)
Stikkenjukke (Saxån) este o arie protejată (arie specială de conservare — SAC, sit de importanță comunitară — SCI) din Suedia întinsă pe o suprafață de 77,1 ha, integral pe uscat.

## Localizare
Centrul sitului Stikkenjukke (Saxån) este situat la coordonatele 65°05′05″N 14°22′21″E / 65.0848°N 14.3726°E.

## Înființare
Situl Stikkenjukke (Saxån) a fost declarat sit de importanță comunitară în mai 2000 pentru a proteja un număr necunoscut de specii din flora spontană și fauna sălbatică aflate în arealul zonei. Situl a fost protejat și ca arie specială de conservare în decembrie 2009.

## Biodiversitate
Situată în ecoregiunea alpină, aria protejată conține 2 habitate naturale: Râuri de munte și vegetația erbacee de pe malurile acestora, Ape stătătoare oligotrofe până la mezotrofe, cu vegetație de Littorelletea uniflorae și/sau de Isoëto-Nanojuncetea.
La baza desemnării sitului se află un număr nedeclarat de specii protejate.